# 1.ª etapa da Volta a França de 2018
A 1.ª etapa do Tour de France de 2018 teve lugar a 7 de julho de 2018 entre Noirmoutier-en-l'Île e Fontenay-le-Comte sobre um percurso de 201 km e foi vencida ao sprint pelo ciclista colombiano Fernando Gaviria da equipa Quick-Step Floors,quem converteu-se no primeiro portador da camisola amarela e segundo colombiano em vestir a t-shirt de líder do Tour de France.

## Classificação da etapa
| \| Classificação por etapas \| Classificação por etapas \| Classificação por etapas \| Classificação por etapas \| Classificação por etapas \| \| Ciclista \| Ciclista \| Equipe \| Tempo \| \| \| ------------------------ \| ------------------------ \| -------------------------- \| ------------------------ \| ------------------------ \| \| 1. \| Fernando Gaviria \| Quick-Step Floors \| 4h23m32s \| \| \| 2. \| Peter Sagan \| Bora-Hansgrohe \| + 0s \| \| \| 3. \| Marcel Kittel \| Katusha-Alpecin \| + 0s \| \| \| 4. \| Alexander Kristoff \| UAE Team Emirates \| + 0s \| \| \| 5. \| Christophe Laporte \| Cofidis, Solutions Crédits \| + 0s \| \| \| 6. \| Dylan Groenewegen \| LottoNL-Jumbo \| + 0s \| \| \| 7. \| Michael Matthews \| Team Sunweb \| + 0s \| \| \| 8. \| John Degenkolb \| Trek-Segafredo \| + 0s \| \| \| 9. \| Jakob Fuglsang \| Astana \| + 0s \| \| \| 10. \| Rafał Majka \| Bora-Hansgrohe \| + 0s \| \| |                    |                            |          |
| |                    |                            |          |
| Fonte: ProCyclingStats |                    |                            |          |
| Classificação por etapas |                    |                            |          |
| Ciclista | Ciclista           | Equipe                     | Tempo    |
| 1. | Fernando Gaviria   | Quick-Step Floors          | 4h23m32s |
| 2. | Peter Sagan        | Bora-Hansgrohe             | + 0s     |
| 3. | Marcel Kittel      | Katusha-Alpecin            | + 0s     |
| 4. | Alexander Kristoff | UAE Team Emirates          | + 0s     |
| 5. | Christophe Laporte | Cofidis, Solutions Crédits | + 0s     |
| 6. | Dylan Groenewegen  | LottoNL-Jumbo              | + 0s     |
| 7. | Michael Matthews   | Team Sunweb                | + 0s     |
| 8. | John Degenkolb     | Trek-Segafredo             | + 0s     |
| 9. | Jakob Fuglsang     | Astana                     | + 0s     |
| 10. | Rafał Majka        | Bora-Hansgrohe             | + 0s     |

## Classificações ao final da etapa

### Classificação geral(Maillot Jaune)
| \| Classificação geral \| Classificação geral \| Classificação geral \| Classificação geral \| Classificação geral \| \| Ciclista \| Ciclista \| Equipe \| Tempo \| \| \| ------------------- \| ------------------- \| -------------------------- \| ------------------- \| ------------------- \| \| 1. \| Fernando Gaviria \| Quick-Step Floors \| 4h23m22s \| \| \| 2. \| Peter Sagan \| Bora-Hansgrohe \| + 4s \| \| \| 3. \| Marcel Kittel \| Katusha-Alpecin \| + 6s \| \| \| 4. \| Oliver Naesen \| AG2R La Mondiale \| + 9s \| \| \| 5. \| Alexander Kristoff \| UAE Team Emirates \| + 10s \| \| \| 6. \| Christophe Laporte \| Cofidis, Solutions Crédits \| + 10s \| \| \| 7. \| Dylan Groenewegen \| LottoNL-Jumbo \| + 10s \| \| \| 8. \| Michael Matthews \| Team Sunweb \| + 10s \| \| \| 9. \| John Degenkolb \| Trek-Segafredo \| + 10s \| \| \| 10. \| Jakob Fuglsang \| Astana \| + 10s \| \| |                    |                            |          |
| |                    |                            |          |
| Fonte: ProCyclingStats |                    |                            |          |
| Classificação geral |                    |                            |          |
| Ciclista | Ciclista           | Equipe                     | Tempo    |
| 1. | Fernando Gaviria   | Quick-Step Floors          | 4h23m22s |
| 2. | Peter Sagan        | Bora-Hansgrohe             | + 4s     |
| 3. | Marcel Kittel      | Katusha-Alpecin            | + 6s     |
| 4. | Oliver Naesen      | AG2R La Mondiale           | + 9s     |
| 5. | Alexander Kristoff | UAE Team Emirates          | + 10s    |
| 6. | Christophe Laporte | Cofidis, Solutions Crédits | + 10s    |
| 7. | Dylan Groenewegen  | LottoNL-Jumbo              | + 10s    |
| 8. | Michael Matthews   | Team Sunweb                | + 10s    |
| 9. | John Degenkolb     | Trek-Segafredo             | + 10s    |
| 10. | Jakob Fuglsang     | Astana                     | + 10s    |

### Classificação por pontos(Maillot Vert)
| Classificação por pontos | Classificação por pontos | Classificação por pontos   | Classificação por pontos | Classificação por pontos |
| Ciclista                 | Ciclista                 | Equipe                     | Pontos                   |                          |
| ------------------------ | ------------------------ | -------------------------- | ------------------------ | ------------------------ |
| 1.                       | Fernando Gaviria         | Quick-Step Floors          | 63 pts                   |                          |
| 2.                       | Peter Sagan              | Bora-Hansgrohe             | 37 pts                   |                          |
| 3.                       | Marcel Kittel            | Katusha-Alpecin            | 24 pts                   |                          |
| 4.                       | Alexander Kristoff       | UAE Team Emirates          | 24 pts                   |                          |
| 5.                       | Jérôme Cousin            | Direct Énergie             | 20 pts                   |                          |
| 6.                       | Kévin Ledanois           | Fortuneo-Samsic            | 17 pts                   |                          |
| 7.                       | Christophe Laporte       | Cofidis, Solutions Crédits | 16 pts                   |                          |
| 8.                       | Yoann Offredo            | Wanty-Groupe Gobert        | 15 pts                   |                          |
| 9.                       | Dylan Groenewegen        | LottoNL-Jumbo              | 14 pts                   |                          |
| 10.                      | Michael Matthews         | Team Sunweb                | 12 pts                   |                          |

### Classificação da montanha(Maillot à Pois Rouges)
| Classificação da montanha | Classificação da montanha | Classificação da montanha | Classificação da montanha | Classificação da montanha |
| Ciclista                  | Ciclista                  | Equipe                    | Pontos                    |                           |
| ------------------------- | ------------------------- | ------------------------- | ------------------------- | ------------------------- |
| 1.                        | Kévin Ledanois            | Fortuneo-Samsic           | 1 pt                      |                           |

### Classificação do melhor jovem(Maillot Blanc)
| Classificação dos jovens | Classificação dos jovens | Classificação dos jovens   | Classificação dos jovens | Classificação dos jovens |
| Ciclista                 | Ciclista                 | Equipe                     | Tempo                    |                          |
| ------------------------ | ------------------------ | -------------------------- | ------------------------ | ------------------------ |
| 1.                       | Fernando Gaviria         | Quick-Step Floors          | 4h23m22s                 |                          |
| 2.                       | Dylan Groenewegen        | LottoNL-Jumbo              | + 10s                    |                          |
| 3.                       | Thomas Boudat            | Direct Énergie             | + 10s                    |                          |
| 4.                       | Tiesj Benoot             | Lotto-Soudal               | + 10s                    |                          |
| 5.                       | Rick Zabel               | Katusha-Alpecin            | + 10s                    |                          |
| 6.                       | Anthony Turgis           | Cofidis, Solutions Crédits | + 10s                    |                          |
| 7.                       | Dion Smith               | Wanty-Groupe Gobert        | + 10s                    |                          |
| 8.                       | Nils Politt              | Katusha-Alpecin            | + 10s                    |                          |
| 9.                       | Søren Kragh Andersen     | Team Sunweb                | + 10s                    |                          |
| 10.                      | Oliviero Troia           | UAE Team Emirates          | + 42s                    |                          |

### Classificação por equipas(Classement par Équipe)
| Classificação por equipes | Classificação por equipes  | Classificação por equipes | Classificação por equipes |
| Equipe                    | Equipe                     | Tempo                     |                           |
| ------------------------- | -------------------------- | ------------------------- | ------------------------- |
| 1.                        | Quick-Step Floors          | 13h10m36s                 |                           |
| 2.                        | Astana                     | + 0s                      |                           |
| 3.                        | Bora-Hansgrohe             | + 0s                      |                           |
| 4.                        | Bahrain-Merida             | + 0s                      |                           |
| 5.                        | Trek-Segafredo             | + 0s                      |                           |
| 6.                        | Wanty-Groupe Gobert        | + 0s                      |                           |
| 7.                        | Katusha-Alpecin            | + 0s                      |                           |
| 8.                        | Dimension Data             | + 0s                      |                           |
| 9.                        | Team Sunweb                | + 0s                      |                           |
| 10.                       | Cofidis, Solutions Crédits | + 0s                      |                           |

## Abandonos
Nenhum.